# Vrbanja (Chorvatsko)
Vrbanja (maďarsky Verbanya) je hustě osídlené sídlo a správní středisko stejnojmenné opčiny v Chorvatsku ve Vukovarsko-sremské župě. Nachází se asi 17 km severovýchodně od bosenského města Brčko, 23 km jihovýchodně od Županje a asi 48 km jihozápadně od Vukovaru. V roce 2011 žilo ve Vrbanji 2 203 obyvatel, v celé opčině pak 3 940 obyvatel.
Opčina zahrnuje tři samostatné vesnice:
- Soljani – 1 245 obyvatel
- Strošinci – 492 obyvatel
- Vrbanja – 2 203 obyvatel

Územím opčiny procházejí župní silnice Ž4230, Ž4234 a Ž4299. Severně od Vrbanje prochází dálnice A3, na níž se zde nachází exit 20.